# Вихляевка
Вихляевка (на руски: Вихляевка) е село в Поворински район на Воронежка област на Русия, най-източния ѝ населен пункт. Административен център и единствено населено място на селището от селски тип Вихляевское.

## Улици
- ул. Молодежная
- ул. Пролетарская
- ул. Советская

## Население
| 2010 | 2012 | 2013 | 2014 | 2015 | 2016 | 2017 |
| ---- | ---- | ---- | ---- | ---- | ---- | ---- |
| 530  | 509  | 515  | 499  | 493  | 494  | 489  |